# Anne Boyd
Anne Elizabeth Boyd (født 10. april 1946 i Sydney, Australien) er en australsk komponist, professor og lærer.
Boyd studerede på University of Sydney hos Peter Sculthorpe, hvor hun var en af dennes første elever. Hun blev ansat på University of Sydney (1990) som en af de første kvindelige lærere, og blev senere rektor, på musikafdelingen ved University of Hong Kong (1981-1990). Hun underviste ligeledes på University of Sussex (1972-1977).
Anne Boyd har skrevet orkesterværker, kammermusik, tre strygerkvartetter, korværker, solostykker for mange instrumenter etc.